# Aleardo Aleardi

Gaetano Maria Aleardi, dit Aleardo Aleardi (né le 14 novembre 1812 à Vérone et mort dans la même ville le 17 juillet 1878) est un poète italien du XIXe siècle appartenant au courant romantique.

## Biographie
Aleardo Aleardi, dont le nom de baptême était en fait Gaetano Maria, changé ensuite en Aleardo, naît à Vérone le 14 novembre 1812 de Maria Canali et du comte Giorgio Aleardi. Après avoir étudié la loi à l'université de Padoue avec ses amis Giovanni Prati et Arnaldo Fusinato, il retourne à Vérone où il s'intéresse à la poésie et à la critique d'art.
Il collabore avec Giovanni Prati dans la rédaction du périodique padouan : Il Caffé Pedrocchi. Aleardi est aussi un patriote il prend une part active lors de la guerre d'indépendance de 1848.
Son premier travail littéraire est le poème historique Arnalda di Roca (1844), il compose ensuite plusieurs poèmes comme Il Monte Circello (1852) et Le città italiane marinare e commercianti (1856).

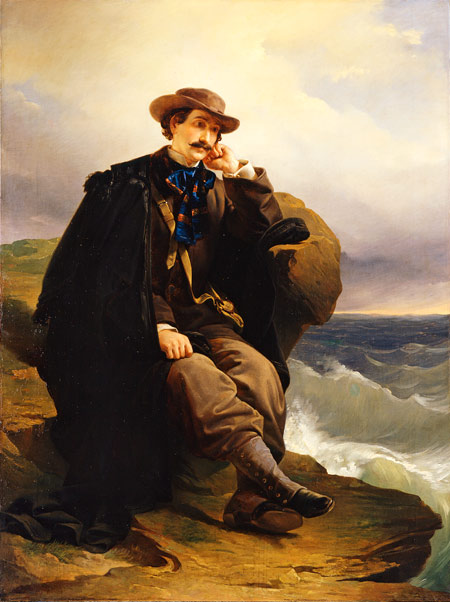
Portrait d'Aleardo Aleardi, par Domenico Induno, vers 1850.
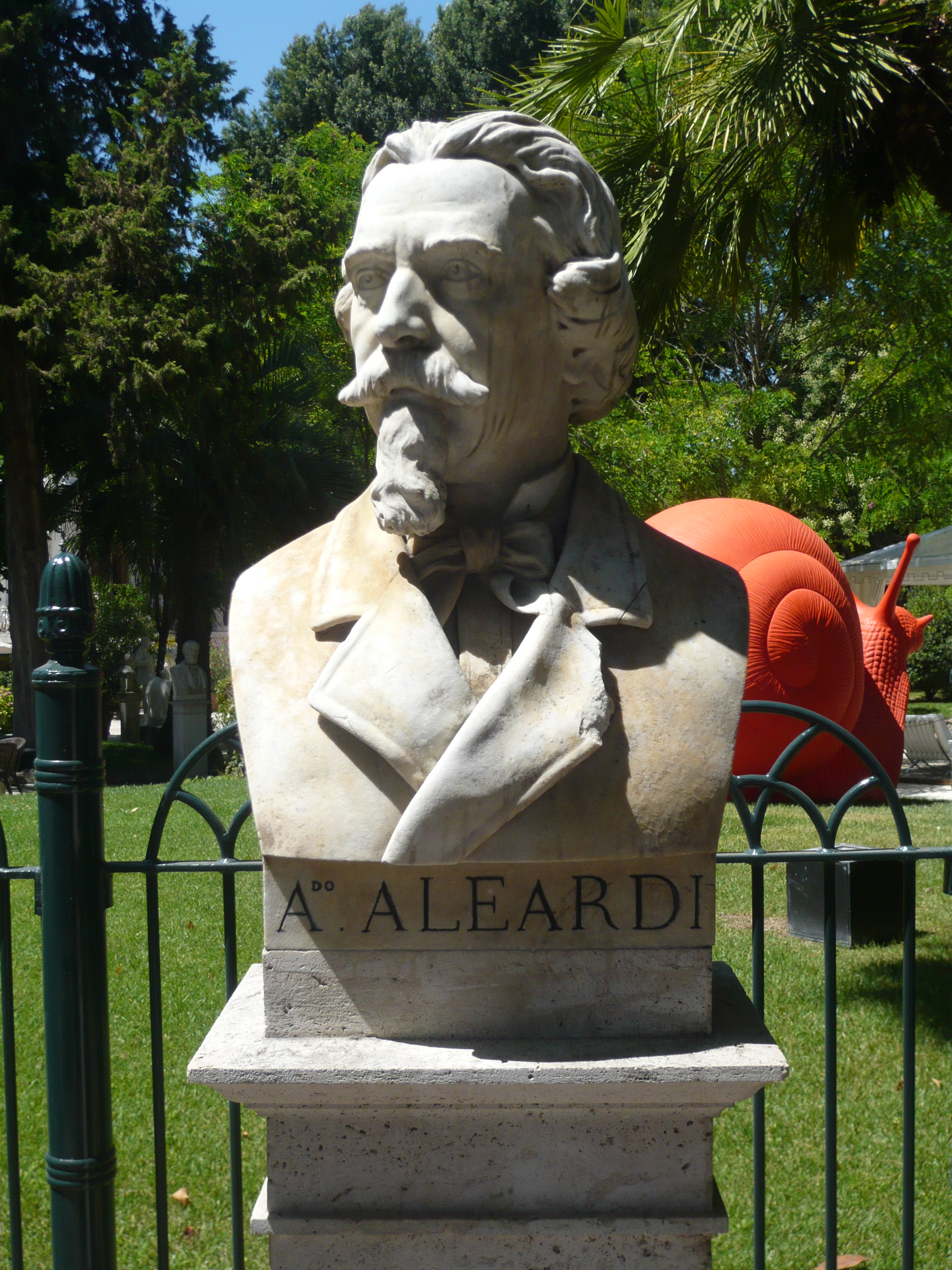
Buste de Aleardo Aleardi (parc Pincio).